# Jiří Popelka
Jiří Popelka (wym. [ˈjɪr̝i: ˈpopɛlka]; ur. 11 maja 1977 w Chomutovie) – czeski siatkarz grający na pozycji przyjmującego lub atakującego; reprezentant Czech. Zawodnik argentyńskiego klubu UNTREF Volley.

## Kariera klubowa
Karierę sportową rozpoczął w Ervenicach, mając piętnaście lat. Stamtąd trafił do akademickiego klubu w Pradze. Karierę seniorską zapoczątkował w klubie VK Czeskie Budziejowice, w którym grał przez cztery sezony, zdobywając mistrzostwo Czech (2000) i Puchar Czech (1999 i 2000). W 2000 roku wyjechał z kraju i trafił do belgijskiego klubu Noliko Maaseik. W dwóch kolejnych sezonach wygrał rozgrywki o mistrzostwo Belgii i Puchar Belgii, a w sezonie 2000/2001 zdobył brązowy medal Pucharu CEV. Z Noliko Maaseik przeszedł do Tours VB (wicemistrzostwo Francji i Puchar Francji). W 2003 roku został zawodnikiem ówczesnego mistrza Polski – Mostostalu Kędzierzyn-Koźle. Następnie grał w dwóch klubach rosyjskich – Nieftjaniku Jarosław i Lokomotiwie Nowosybirsk. W sezonie 2006/2007 grał w tureckim SSK Ankara, a w sezonie 2007/2008 we francuskim Spacer's de Toulouse. W 2008 roku na jeden sezon przeniósł się do niemieckiego klubu SCC Berlin, z którym doszedł do półfinału 1. Bundesligi i półfinału Pucharu Niemiec. W sezonie 2009/2010 bronił barw włoskiej drużyny z Serie A2 – New Mater Volley Castellana Grotte, z którą awansował do Serie A1. Od 2010 roku jest zawodnikiem klubu Latina Volley. W sezonie 2011/2012 ZAKSA Kędzierzyn-Koźle. W 2012 roku podpisał kontrakt z argentyńskim klubem UNTREF Volley.

## Kariera reprezentacyjna
- Mistrzostwa Świata 2002
- Liga Światowa 2003
- Mistrzostwa Europy 2003
- Liga Europejska 2005
- eliminacje do Mistrzostw Świata 2006
- Mistrzostwa Świata 2006
- eliminacje do Mistrzostw Europy 2007
- Liga Europejska 2007
- Europejski Turniej Kwalifikacyjny do Letnich Igrzysk Olimpijskich 2008
- eliminacje do Mistrzostw Europy 2009
- eliminacje do Mistrzostw Świata 2010
- Mistrzostwa Europy 2009

## Medale, tytuły, trofea

### klubowe
- 1. miejsce z VK Czeskie Budziejowice w Pucharze Czech w sezonie 1998/1999
- 1. miejsce z VK Czeskie Budziejowice w Pucharze Czech w sezonie 1999/2000
- 1. miejsce z VK Czeskie Budziejowice w czeskiej Extralidze w sezonie 1999/2000
- 1. miejsce z Noliko Maaseik w Belgijskiej Lidze Siatkówki w sezonie 2000/2001
- 1. miejsce z Noliko Maaseik w Pucharze Belgii w sezonie 2000/2001
- 1. miejsce z Noliko Maaseik w Superpucharze Belgii w 2002 roku
- 1. miejsce z Noliko Maaseik w Pucharze Belgii w sezonie 2001/2002
- 1. miejsce z Noliko Maaseik w Belgijskiej Lidze Siatkówki w sezonie 2001/2002
- 1. miejsce z Tours VB w Pucharze Francji w sezonie 2002/2003